# Liste der denkmalgeschützten Objekte in Deutsch-Griffen
Die Liste der denkmalgeschützten Objekte in Deutsch-Griffen enthält die 7 denkmalgeschützten, unbeweglichen Objekte der Gemeinde Deutsch-Griffen.

## Denkmäler
| Foto |                 | Denkmal                                                                   | Standort                                                 | Beschreibung | Metadaten |
| ---- | --------------- | ------------------------------------------------------------------------- | -------------------------------------------------------- | --- | --- |
| ja   | Datei hochladen | Kath. Pfarrkirche hl. Jakobus der Ältere HERIS-ID: 53516 Objekt-ID: 61494 | Deutsch Griffen Standort KG: Deutsch Griffen             | Die Kirche enthält bemerkenswerte Fresken aus der Mitte des 15. Jahrhunderts. | BDA-Hist.: Q2082577 Status: § 2a Stand der BDA-Liste: 2025-06-30 Name: Kath. Pfarrkirche hl. Jakobus der Ältere GstNr.: .355/1 Pfarrkirche Deutsch-Griffen                            |
| ja   | Datei hochladen | Karner, Friedhofskapelle hl. Oswald HERIS-ID: 57655 Objekt-ID: 67904      | Standort KG: Deutsch Griffen                             | Der 8-eckige Karner hl. Oswald wurde im 14. Jahrhundert errichtet. | BDA-Hist.: Q63986317 Status: § 2a Stand der BDA-Liste: 2025-06-30 Name: Karner, Friedhofskapelle hl. Oswald GstNr.: .355/2 Friedhofskapelle hl. Oswald mit Karner, Deutsch-Griffen    |
| ja   | Datei hochladen | Befestigter Wehrkirchhof, Friedhof HERIS-ID: 86635 Objekt-ID: 100953      | Deutsch Griffen 9, westlich Standort KG: Deutsch Griffen | Die wehrhafte spätgotische Friedhofsmauer ist bis zu 3,80 Meter hoch und weist einige Schießscharten auf. | BDA-Hist.: Q63986318 Status: § 2a Stand der BDA-Liste: 2025-06-30 Name: Befestigter Wehrkirchhof, Friedhof GstNr.: 4736 Pfarrkirche Deutsch-Griffen - cemetery                        |
| ja   | Datei hochladen | Stiegenaufgang zur Pfarrkirche HERIS-ID: 86638 Objekt-ID: 100956          | Standort KG: Deutsch Griffen                             | Seit 1755 verbindet die überdachte Stiege den Pfarrhof mit dem Kirchhof. | BDA-Hist.: Q63986319 Status: § 2a Stand der BDA-Liste: 2025-06-30 Name: Stiegenaufgang zur Pfarrkirche GstNr.: 4855 Pfarrkirche Deutsch-Griffen - stairs                              |
| ja   | Datei hochladen | Pfarrstadel HERIS-ID: 86637 Objekt-ID: 100955                             | Deutsch Griffen 6A Standort KG: Deutsch Griffen          | Der im 18. Jahrhundert errichtete Pfarrstadel ist eine alpine Querscheune mit Figurenschrot an den Blockwänden der Dreschtenne. Das Gebäude birgt ein Krippenmuseum. | BDA-Hist.: Q37716286 Status: § 2a Stand der BDA-Liste: 2025-06-30 Name: Pfarrstadel GstNr.: .359 Pfarrstadel Deutsch-Griffen                                                          |
| ja   | Datei hochladen | Kath. Filialkirche hl. Johannes HERIS-ID: 57656 Objekt-ID: 67905          | bei Spitzwiesen 1 Standort KG: Deutsch Griffen           | Ursprünglich Hospiz (Name Spitalein/Spittalein). Seit 1941 als Lager benutzt. 1996 Außen- und Innenrestaurierung, Wiedereinweihung nach 55 Jahren, Außenrestaurierung mit Ergänzung der spätgotischen Putze und Kalkfärbelung. Mittelgroßer Bau mit romanischem Langhaus und spätgotischem Chor; spätgotisches rundbogiges West-Portal. 1995 Innenrestaurierung, im Chorbereich Grundmauern der romanischen Rechteckapsis, Unterbauten der romanischen Mensen entdeckt. Aufstellung eines spätbarocken Altars. Große gotische Mensa im Altarraum. Rückführung der bisher in der zuständigen Pfarrkirche verwahrten spätgotischen Johannesschüssel. Restaurierung Kirchengestühl. Im Langhaus Flachdecke; westlich rundbogiges gekuppeltes Fenster. Spitzbogiger Triumphbogen. Der Chor um 1500, einjochig mit 5/8-Schluss, gratiges Netzgewölbe auf Wappenschildkonsolen, Maßwerkfenster. Spätgotisches Kragsteinportal zur Sakristei an der Südseite. | BDA-Hist.: Q38077705 Status: § 2a Stand der BDA-Liste: 2025-06-30 Name: Kath. Filialkirche hl. Johannes GstNr.: .7 Filialkirche hl. Johannes der Täufer, Spitzwiesen, Deutsch-Griffen |
| ja   | Datei hochladen | Kalkbrennofen HERIS-ID: 86636 Objekt-ID: 100954                           | Standort KG: Deutsch Griffen                             | Der Kalkofen aus dem 17. Jahrhundert diente zur Herstellung von Mauerkalk aus Kalkstein. | BDA-Hist.: Q37716262 Status: § 2a Stand der BDA-Liste: 2025-06-30 Name: Kalkbrennofen GstNr.: 4269/2                                                                                  |